# Kopalnia Raspadskaja
Kopalnia Raspadskaja (ros. Распадская) – największa w Rosji kopalnia węgla kamiennego, położona 11 km od Mieżdurieczenska (obwód kemerowski) w Kuźnieckim Zagłębiu Węglowym. Roczne wydobycie sięga 8 mln ton węgla.
Wydobycie węgla rozpoczęto w 1973 roku. W końcu lat 80. i początku 90. kopalnia była jednym z centrów strajków górniczych w Rosji.
Kopalnia wchodzi w skład rosyjskiej kopalni węglowej Raspadskaja, której 40% akcji należy do Evraz Group, największego w Rosji koncernu metalurgicznego. Zapasy węgla koksującego wynoszą 451 mln ton, a udział kopalni w wydobyciu tego surowca w Rosji wynosi 10%.
W dniach 8–9 maja 2010 roku w kopalni Raspadskaja doszło do jednej z największych w ostatnich latach w rosyjskim górnictwie katastrofy, w której zginęło 91 osób, 71 zostało rannych.